# Anne Cheron
Anne Cheron est une arbitre de football belge né le 18 juin 1974 à Cologne (Allemagne). Elle est, depuis la saison 2011-2012, la 2e femme assistante arbitre en Belgique, la première francophone à évoluer en Pro League. 

## Carrière
Elle se lance dans une carrière d'arbitre en 1995. Elle fut d'abord joueuse à Namêche Féminin. C'est à la suite d'un pari avec l'une de ses coéquipières qu'elle s'est lancée dans l'arbitrage. Dans le football féminin, Anne Cheron est reconnue et a déjà démontré ses qualités. 
Sur le plan international, Anne Cheron dispose d'une fameuse expérience. Elle a participé à de nombreux matches et tournois. Elle fut assistante arbitre lors de la finale de la Coupe UEFA féminine en 2009.

## Statistiques
- 73 matchs comme assistante arbitre